# اسحاق انور
اِسحاق اَنوَر (زادهٔ ۱ اردیبهشت ۱۳۵۱ – درگذشتهٔ ۳ تیر ۱۳۹۸ در تهران) شاعر، خواننده و آهنگساز اهل ایران بود.

## زندگی هنری
اسحاق انوری‌راد معروف به اسحاق انور، ۱ اردیبهشت سال ۱۳۵۱ در تهران متولد شد. او در ادبیات پیرو بیدل دهلوی بود و ردیف آوازی و سازی موسیقی ایرانی را تدریس می‌کرد. وی با خوانندگان و موسیقی‌دانانی نظیر همایون شجریان، محمد اصفهانی، عبدالحسین مختاباد، کارن همایونفر، بهزاد عبدی و رضا صادقی همکاری داشته‌است.

## نمونه اشعار

### دل طوفانی
موج دریازده را تنگه ساحل قفس است
ماهی تنگ نباشد دل طوفانی ما
عاقلان پا مگذارید به میخانهٔ عشق
داغ صد مهر جنون خورده به پیشانی ما
ترمه و اطلس و دیبا همگی مال شما
خرقه ای نیست برازندهٔ عریانی ما
زلف ما چون خم زنجیر گره در گره است
شانه رَم می‌کند از فرط پریشانی ما

### ترانه نوروز خوانی از آلبوم ایران من
بریز ای ابر در گوشم طنین ساز باران را
برآور از دل این خاک تیره سبزهٔ باغِ بهاران را
زمستان آب شد از شرم نوروز
بهاران آمده امروز نوروز نوروز نوروز
بریز ای ماهی کوچک تمام حجم دریا را
درون تُنگ فروردین
دلم موسیقی بی وقت می‌خواهد
دلم موسیقی بی وقت می‌خواهد
از آن آوازهای مانده در گوش صدف‌ها
تازه کن دل بیقراران را
تازه کن دل بیقراران را
بهاری کن هوای نوروز داران را
زمستان آب شد از شرم نوروز
بهاران آمده امروز نوروز نوروز نوروز

### ترانه نوروز از آلبوم ایران من
مست و غزل خوان زد حلقه به در نوروز
چهره گشاید بهار روز من است امروز
چشمه به جو آمد می به سبو آمد
از نفس حافظ فال نکو آمد
مژدهٔ عید آمد بخت سعید آمد
مشت زمین وا شد سبزه پدید آمد
سبزهٔ یار آمد عطر مسیحایی گیسوی نگار آمد
قفل غزل وا شد هلهله در هلهله آواز پرستوی بهار آمد
فصل شکوفایی رؤیای زمین آمد
کار دل عشاق سکه شد و سیب محبت به سر سفرهٔ سین آمد

## آثار هنری
از جمله آثار هنری اسحاق انور به موارد زیر می‌توان اشاره نمود:
- طراحی آواز و خوانندگی «اپرای خیام» به کارگردانی «بهروز غریب‌پور»[۳]
- خوانندگی در اپرای «مولوی» به کارگردانی «بهروز غریب پور» و آهنگسازی «بهزاد عبدی»[۴]
- خوانندگی در اپرای عروسکی «سعدی» به کارگردانی «بهروز غریب پور» و آهنگسازی «امیر بهزاد»[۵][۶]
- خوانندگی در آلبوم موسیقی «خیام خوانی» به آهنگسازی «پیمان سلطانی»[۷]
- خوانندهٔ آلبوم موسیقی «جان سوزان» با تنظیم «حسین کاج» و «میلاد موحدی»[۸]
- خوانندهٔ تیتراژ فیلم سینمایی «سالاد فصل» به آهنگسازی «کارن همایون‌فر»[۹]
- خوانندهٔ تیتراژ سریال «گل بارون زده» به همراه «مهرداد شهسوارزاده»[۱۰]
- خوانندهٔ تصنیف «ققنوس» به آهنگسازی «هادی آرزم»[۱۱]
- خوانندهٔ مناجات «گمگشته»[۱۲][۱۳]
- خوانندهٔ قطعه «دل طوفانی»[۱۴]
- ترانه‌سرایی در آلبوم موسیقی «ایران من» به خوانندگی «همایون شجریان» و آهنگسازی «سهراب پورناظری»[۱۵][۱۶]
- ترانه‌سرایی در آلبوم موسیقی «حضرت خورشید» به خوانندگی «عبدالحسین مختاباد»[۱۷]
- ترانه‌سرایی در آلبوم موسیقی «سیاه مشق» به خوانندگی «عبدالحسین مختاباد»[۱۸]
- ترانه سرایی قطعه سبزه نوروز و قطعه بهانه تو به خوانندگی «محمد اصفهانی»
- ترانه‌سرای تیتراژ سریال «بچه مهندس» به خوانندگی «رضا صادقی» و آهنگسازی «میثم مروستی»[۱۹]
- ترانه‌سرای تیتراژ سریال «خوب، بد، زشت» به خوانندگی «مجید اخشابی»[۲۰]
- ترانه‌سرای تیتراژ برنامه سیمای خانواده (۱۳۹۰) شبکهٔ اول سیما (نیمه گمشده) به خوانندگی «مجید اخشابی»[۲۱]
- آهنگساز قطعه «صبوری» با اجرای ارکستر ملی ایران[۲۲]
- آهنگسازی و خوانندگی قطعه «مناجات»[۲۳]
- آهنگسازی و ترانه‌سرایی قطعه «نوروز همزبانان» به خوانندگی «عارف احسن» با گویش فارسی دری[۲۴]

## درگذشت
روز پنج‌شنبه ۶ تیر ۱۳۹۸ اعلام شد پیکر اسحاق انور در منزل شخصی وی در تهران پیدا شده‌است.
بهروز غریب‌پور به بهانه درگذشت انور این‌طور نوشت: «این هنرمند فقید در بسیاری از اپراهای گروه تئاتر عروسکی آران از جمله اپرای مولوی، اپرای حافظ، اپرای سعدی و اپرای خیام به ایفای نقش پرداخته بود. بدون شک صدای بی‌نظیر اسحاق انور و نقش‌آفرینی‌های او تا همیشه در یاد هنردوستان باقی خواهد ماند و به‌راستی‌که تنها صداست که می‌ماند». اسحاق انور نابغه‌ای در دنیای موسیقی بود که مرگ را از تاریخی به بعد به خودش تزریق کرد.